# De vallei van de goden
De vallei van de goden is het tweede deel in de reeks Elfenblauw van auteur Johan Vandevelde. Het boek verscheen voor het eerst in 2010 bij uitgeverij Abimo en werd in 2011 genomineerd voor de Vlaamse Kinder- en Jeugdjury.